# Villa Poma
Villa Poma település Olaszországban, Lombardia régióban, Mantova megyében. Lakosainak száma 1997 fő (2018. január 1.). Villa Poma Magnacavallo, Pieve di Coriano, Poggio Rusco, San Giovanni del Dosso, Schivenoglia és Revere községekkel határos.

## Népesség
A település lakossága az elmúlt években az alábbi módon változott:

| 2017 | 2 014 |
| 2018 | 1 997 |